# Ilie Balaci
Ilie Balaci   (Bistreț, 13 de setembre de 1956 - Craiova, 21 d'octubre de 2018) fou un futbolista romanès de la dècada de 1980 i entrenador de futbol.
Passà 12 dels seus 15 anys de professional a Universitatea Craiova, on jugà més de 300 partits oficials. Fou 65 cops internacional amb Romania entre 1974 i 1986. El desembre de 1982 signà un precontracte amb el club italià AC Milan, però la transferència no es materialitzà per l'oposició del règim comunista.
És considerat un dels futbolistes romanesos més importants de la història, com Gheorghe Hagi, Nicolae Dobrin, Marcel Răducanu i Florea Dumitrache.
Un cop retirat fou entrenador a clubs com Pandurii Târgu Jiu i Drobeta-Turnu Severin, Club Africain, Olympique Casablanca, Al Shabab, Al Nassr, Al-Hilal, Al Ain, Al Sadd. Al Ahli, Al-Arabi i Al Shabab.

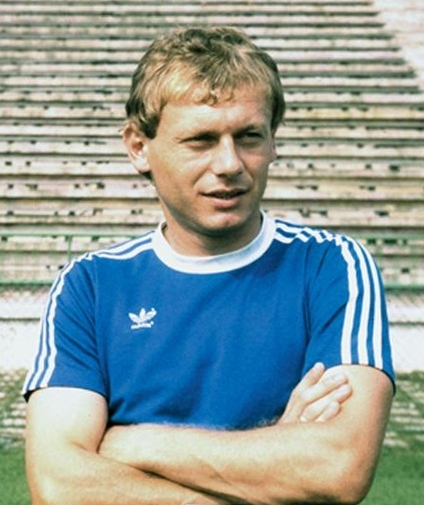
Ilie Balaci.